# Guerra Sino-Nepalesa
A Guerra Sino-Nepalesa (em nepali: नेपाल-चीन युद्ध), também conhecida como Guerra Sino-Gorkha e em chinês como Campanha de Gorkha (chinês tradicional: 廓爾喀之役), foi uma guerra travada entre a Dinastia Qing da China e o Reino do Nepal no final do século XVIII após uma invasão do Tibete pelos gorkhas nepaleses. Foi travada inicialmente entre os exércitos gorkhas e tibetanos em 1788 devido a uma disputa comercial relacionada a um antigo problema de moedas de baixa qualidade fabricadas pelo Nepal para o Tibete. O exército nepalês sob o comando de Bahadur Xá saqueou o Tibete, que era um protetorado Qing, e os tibetanos assinaram o Tratado de Kerung pagando tributo anual ao Nepal. No entanto, os tibetanos solicitaram a intervenção chinesa e as forças militares imperiais chinesas sob o comando de Fuk'anggan foram enviadas ao Tibete e expulsaram os Gurkhas do planalto tibetano em 1792.  As forças sino-tibetanas marcharam para o Nepal até Nuwakot (perto da capital do Nepal, Catmandu), mas enfrentaram um forte contra-ataque nepalês. Assim, ambos os países assinaram o Tratado de Betrawati como um impasse.   A guerra terminou com o Tibete aceitando os termos ditados pelo Nepal. O Tibete se tornou um estado tributário sob o governo Qing (Tibete mantém a diplomacia e paga tributos). O Tibete prestou homenagem ao Nepal em 1792, 1794, 1795, 1823, 1842 e 1865.  Tanto o Nepal quanto o Tibete também concordaram em aceitar a suserania do imperador Qing.

## Antecedentes
O Tibete utilizava moedas de prata nepalesas desde a época dos reis Malla. Quando Prithvi Narayan Xá, do Reino Gorkha, lançou um bloqueio econômico no Vale de Kathmandu durante sua campanha de unificação, Jaya Prakash Malla, de Kathmandu, enfrentou uma crise econômica que tentou aliviar cunhando moedas de baixa qualidade misturadas com cobre. Depois que Prithvi Narayan Shah conquistou com sucesso o Vale de Kathmandu em 1769 e estabeleceu firmemente o governo da dinastia Xá no Nepal, ele voltou a cunhar moedas de prata pura. Mas, a essa altura, o dano à confiança das moedas cunhadas no Nepal já havia sido feito. Os tibetanos exigiam que todas as moedas impuras em circulação fossem substituídas por moedas de prata pura, uma exigência que representaria um enorme fardo financeiro para a recém-fundada dinastia Shah. Prithvi Narayan Shah não estava disposto a arcar com uma perda tão grande em um assunto pelo qual não era responsável, mas estava disposto a garantir a pureza das moedas recém-cunhadas. Assim, dois tipos de moedas estavam em circulação no mercado. O caso permaneceu sem solução devido à sua morte em 1775, e o problema foi herdado por sucessivos governantes do Nepal. 
Em 1788, Bahadur Xá, o filho mais novo de Prithivi Narayan Xá e tio e regente do rei menor Rana Bahadur Xá, herdou um problema agravado de cunhagem. Com base na alegação de moedas desvalorizadas, o Tibete começou a espalhar rumores de que estava em posição de atacar o Nepal; e os comerciantes nepaleses no Tibete também foram perseguidos. Outro ponto sensível no relacionamento Nepal-Tibete foi a decisão do Nepal de fornecer refúgio ao 10º Shamarpa Lama, Mipam Chödrup Gyamtso, e seus quatorze seguidores tibetanos. Ele fugiu do Tibete para o Nepal por motivos religiosos e políticos. Outra causa de conflito era a baixa qualidade do sal fornecido pelos tibetanos ao Nepal, já que naquela época todo o sal do Nepal vinha do Tibete. Uma delegação nepalesa foi enviada ao Tibete para resolver essas questões, mas as exigências feitas pelos nepaleses foram rejeitadas pelos tibetanos. Os nepaleses encontraram na disputa sobre a cunhagem um bom pretexto para expandir seu reino e invadir os ricos mosteiros do Tibete. Assim, o Nepal lançou ataques multidirecionais ao Tibete. 

## Primeira Invasão

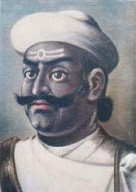
Kazi Damodar Pande, que liderou a guerra com os tibetanos que resultou no Tratado de Kerung

No ano de 1788, Bahadur Xá enviou tropas Gorkha sob o comando conjunto de Damodar Pande e Bam Xá para atacar o Tibete. As tropas Gorkha entraram no Tibete através de Kuti (cidade de Nyalam) e chegaram até Tashilhunpo (cerca de 410km de Kuti). Uma batalha feroz foi travada em Shikarjong, na qual os tibetanos foram duramente derrotados. O Panchen Lama e oXáquia Lama então solicitaram que as tropas de Gorkha realizassem negociações de paz. Então as tropas Gorkha deixaram Shikarjong e foram em direção a Kuti e Kerung (Gyirong). 

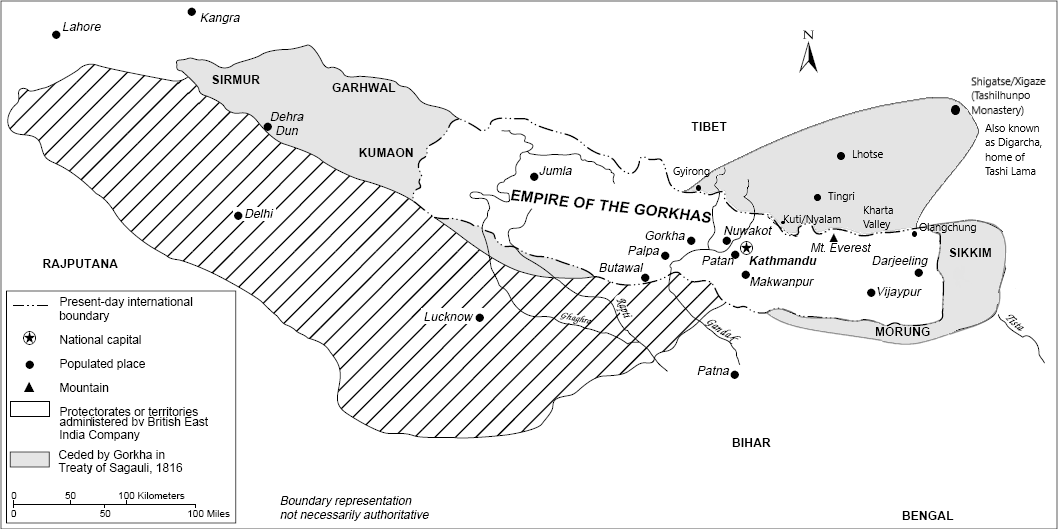
Expansões territoriais até Shigatse/Digarcha

Quando o Imperador Qianlong da China ouviu a notícia da invasão do Tibete pelo Nepal, ele enviou uma grande tropa do exército chinês sob o comando do General Chanchu. Chanchu tomou conhecimento da situação através dos lamas tibetanos. Ele decidiu ficar no Tibete até que a disputa fosse resolvida. 
Os representantes do Tibete e do Nepal se reuniram em Khiru em 1789 para conversas de paz. Nas negociações, o Tibete foi responsabilizado pela disputa e foi obrigado a compensar o Nepal pelas perdas sofridas na guerra. O Tibete também teve que pagar ao Nepal uma quantia de 50.001 rupias todos os anos em troca da devolução ao Tibete de todos os territórios adquiridos durante a guerra.  Foi chamado de Tratado de Kerung. Os representantes nepaleses receberam Rs. 50.001 como primeira parcela. Então, devolvendo os territórios - Kerung, Kuti, Longa, Jhunga e Falak, eles voltaram para o Nepal. Mas o Tibete se recusou a pagar os tributos após o primeiro ano da conclusão do tratado. Como resultado, a guerra entre o Nepal e o Tibete continuou. 

## Segunda Invasão
Como o Tibete se recusou a pagar o tributo ao Nepal, Bahadur Shah enviou uma tropa sob o comando de Abhiman Singh Basnet para Kerung e outra tropa sob o comando de Damodar Pande para Kuti em 1791. Damodar Pande atacou Digarcha e capturou a propriedade do mosteiro de lá. Ele também prendeu o ministro de Lhasa, Dhoren Kazi e retornou ao Nepal. Assim que esta notícia foi ouvida pelo Imperador Qianlong, ele enviou uma forte tropa de 10.000 soldados (com uma grande proporção de soldados Solon Ewenki) sob a liderança de Fuk'anggan para defender o Tibete. As forças de Fukanggan chegaram a Lhasa em sessenta dias, percorrendo quase dois mil quilômetros. 
O Império Qing pediu ao Nepal que devolvesse ao Tibete a propriedade que foi saqueada em Digarcha. Eles também exigiram que devolvessem Shamarpa Lama, que havia buscado asilo no Nepal. Mas o Nepal fez ouvidos moucos a essas exigências. O exército imperial Qing respondeu ao Nepal com intervenção militar. As forças Qing marcharam ao longo das margens do Rio Trishuli até chegarem a Nuwakot. As tropas nepalesas tentaram se defender do ataque Qing, mas já enfrentavam adversidades esmagadoras. Danos pesados foram infligidos a ambos os lados e o exército chinês empurrou os Gurkhas de volta para as colinas internas próximas à capital nepalesa. Entretanto, uma derrota completa do exército Gorkhali não pôde ser alcançada. 
Ao mesmo tempo, o Nepal estava lidando com confrontos militares em duas outras frentes. A nação de Siquim iniciou incursões ao longo da fronteira leste do Nepal. No extremo oeste, a guerra com Garhwal continuou. Dentro das fronteiras do Nepal, os reinos de Achham, Doti e Jumla se revoltaram abertamente. Assim, os problemas que Bahadur Shah enfrentou tornaram muito mais difícil a defesa contra o exército Qing. O ansioso Bahadur Shah pediu dez peças de artilharia da Companhia das Índias Orientais. O capitão William Kirkpatrick chegou a Kathmandu,  mas informou aos nepaleses as condições do tratado comercial que ele exigia que fossem assinadas antes da entrega das armas. Desconfiado do que a assinatura do tratado implicaria, o acordo fracassou e a situação militar se tornou crítica para Bahadur Xá. 
Após uma série de batalhas bem-sucedidas dos Qing, nas quais os Ghorkalis perderam mais de quatro mil homens, o exército Qing finalmente sofreu um grande revés quando tentou cruzar Betrawati, inundado pelas monções, perto de um palácio Gorkhali em Nuwakot. Como as tropas Qing chegaram ao sul do rio Betravati, perto de Nuwakot, foi difícil para as tropas nepalesas esperá-los em Katmandu. Em Katmandu, uma força nepalesa de menos de 200 soldados tentou resistir às tropas Qing em Betravati. Em 19 de setembro de 1792, tropas nepalesas lançaram um contra-ataque contra as forças Qing acampadas em Jitpurfedi. Os nepaleses usavam uma tática em que seus soldados carregavam tochas acesas nas mãos, amarrando-as nos galhos das árvores e amarrando tochas acesas nos chifres de animais domésticos e atirando-as em direção ao inimigo. O exército Qing sofreu uma derrota, mas a perda não conseguiu expulsá-los do Nepal. 
Um impasse se seguiu e, com seus recursos escassos e uma incerteza iminente sobre quanto tempo eles seriam capazes de resistir, além da necessidade de continuar sua expansão na fronteira ocidental, os Gorkhalis assinaram um tratado em termos ditados pelos Qing que exigiam, entre outras obrigações, que o Nepal enviasse tributos ao imperador Qing a cada cinco anos. 
No 8º dia de Bhadra, 10.000 soldados chineses avançaram do rio Betrawati. Havia três fortes além do rio Betrawati, a saber: Chokde, Dudethumko e Gerkhu.  Em Gerkhu, o comandante era Kaji Kirtiman Singh Basnyat e em Chokde, o comandante era Kaji Damodar Pande.  Houve combates sérios em torno dos três fortes e a forte repulsão das forças nepalesas obrigou as tropas chinesas a recuar para o rio Betrawati.  Na ponte Betrawati, o general chinês Tung Thyang começou a punir os soldados chineses em retirada com ferimentos graves que resultaram na sua morte.  Dois dos oficiais chineses que recuaram para além do rio Betrawati foram punidos com ferimentos no nariz.  A ação do general chinês desmotivou as tropas e aumentou a rápida deserção e retirada por outras rotas.  Muitas tropas chinesas morreram ao cair de colinas no rio e outras devido às balas e flechas do lado nepalês.  Cerca de 1000 ou 1200 soldados chineses foram mortos dessa forma.  O general chinês Tung Thyang perdeu todas as esperanças de atacar as forças nepalesas e decidiu concluir um tratado com o Nepal através da sua carta.  A carta de Tung Thyang chegou ao governo do Nepal. Em resposta, o governo do Nepal emitiu uma ordem real designando Kaji Damodar Pande para concluir um tratado com o imperador chinês para evitar mais hostilidade e manter a paz com o imperador.  A ordem real emitida pelo Rei Rana Bahadur Xá para Kaji Damodar Pande na quinta-feira, Bhadra Sudi 13, 1849 (setembro de 1792) é detalhada abaixo:
Do Rei Rana Bahadur Xá,
Para Damodar Pande.
Saudações. Tudo está bem aqui. Desejamos o mesmo lá. As notícias aqui são boas. O Imperador Chinês não é insignificante. Ele é um grande Imperador. Poderíamos tê-los repelido com a bênção da (Deusa Shri Durga) quando eles vieram aqui desta vez. Mas não será bom para o futuro manter hostilidade com o Imperador. Ele também deseja concluir um tratado, e é isso que também desejamos. Tung Thwang enviou uma carta pedindo que um dos quatro Kajis seja enviado com cartas e presente para oferecer seus respeitos ao Imperador Chinês. Kajis costumavam ser enviados formalmente para concluir tratados com Tanahu e Lamjung. Percebemos no momento que não será apropriado para nós não delegar um Kaji ao Imperador. Quando o assunto foi discutido com os outros Kajis aqui, eles disseram que Damdhar (Damodar) Pande, o destinatário das concessões de Birta (terras) e o Kaji mais antigo, deveria ir. Então você tem que fo. Se houver qualquer atraso, (os interesses) do Estado serão prejudicados. Você deve, portanto, partir de lá. No que diz respeito às instruções, você é um Pande da nossa corte. Você não é ignorante de (assuntos) que beneficiarão o Estado e lhe trarão crédito. Você conhece (tais assuntos). A este respeito, aja de acordo com sua discrição. Envie uma resposta a isso em breve, dentro de 1 ghadi (24 minutos) após receber esta ordem real. O atraso será prejudicial.

Datado de quinta-feira, Bhadra Sudi 13, 1849 (setembro de 1792) em Kantipur.

## Consequências

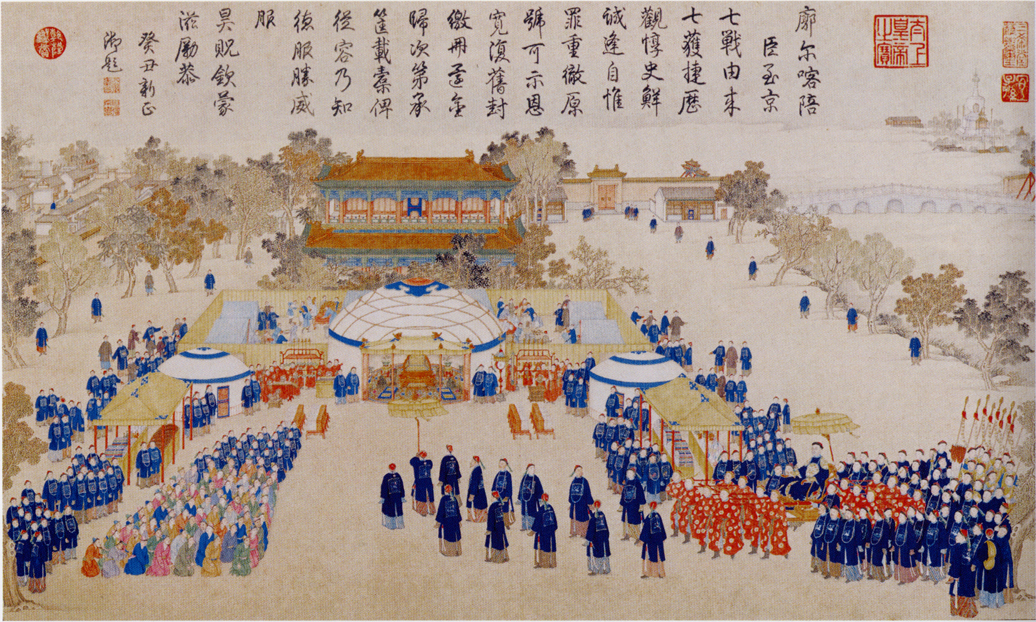
A celebração Qing da consolidação do Tibete após a Campanha Gurkha (Nepal) 1792

O general Qing Fuk'anggan então enviou uma proposta ao Governo do Nepal para ratificar um tratado de paz. Bahadur Shah também queria ter relações cordiais com os Qing. Ele aceitou prontamente a proposta e eles concluíram um tratado amigável em Betravati em 2 de outubro de 1792.  Os termos do tratado eram os seguintes: 
1. Tanto o Nepal quanto o Tibete aceitarão a suserania do imperador Qing.
2. O Governo do Tibete pagará a indenização pelas propriedades dos comerciantes nepaleses que foram saqueadas pelos tibetanos em Lhasa.
3. Os cidadãos nepaleses terão o direito de visitar, negociar e estabelecer indústrias em qualquer parte do Tibete e da China.
4. Em caso de qualquer disputa entre o Nepal e o Tibete, o governo Qing intervirá e resolverá a disputa a pedido de ambos os países.
5. Os Qing ajudarão o Nepal a se defender contra qualquer agressão externa.
6. Tanto o Nepal quanto o Tibete terão que enviar uma delegação para prestar homenagem à Corte Imperial na China a cada cinco anos.
7. Em troca, o imperador Qing também enviará presentes amigáveis para ambos os países e as pessoas que levarem o tributo serão tratadas como convidados importantes e receberão todas as facilidades.

Embora o Tibete tenha ficado sob maior controle dos Qing após a guerra, o Nepal ainda manteve sua autonomia, mas teve que se subordinar aos termos da dinastia Qing e pagar tributos à China a cada cinco anos. Entretanto, o enfraquecimento da dinastia Qing durante o século XIX levou ao desrespeito a este tratado. Por exemplo, durante a Guerra Anglo-Nepalesa de 1814-16, quando a Companhia das Índias Orientais lançou uma invasão ao Nepal, a China não só falhou em ajudar o seu feudo naquele conflito, como também falhou em impedir a cessão de território nepalês à Companhia. Da mesma forma, durante outra Guerra Nepalesa-Tibetana de 1855-56, a China esteve notavelmente ausente. Os Qing não estavam particularmente interessados em governar o Nepal; a sua guerra tinha como principal objectivo consolidar o seu controlo sobre o Tibete, o que, por sua vez, estava relacionado com a estratégia militar em toda a Ásia Central. 
Após a 3ª guerra nepalesa-tibetana, o Tratado de Thapathali foi feito. A primeira tentativa de tratado falhou com a China. O segundo termo do tratado foi bem-sucedido com a concordância de todas as partes. Os nepaleses pagaram seu último tributo em 1865 e acabaram com qualquer forma de submissão à China. 
Devido aos seus laços étnicos com o Tibete, as comunidades Bhutia e Tamang do Nepal sofreram discriminação como consequência das guerras do Nepal contra o Tibete. 

## Atitudes subsequentes
Mais tarde, o primeiro-ministro Bhimsen Thapa expressou sua atitude sobre a Guerra Sino-Nepalesa em uma carta ao rei Girvan Yuddha Bikram Xá. Ele escreveu: 
''Por influência da sua boa fortuna, e da de seus ancestrais, ninguém ainda foi capaz de lidar com o estado do Nepal. Os chineses uma vez fizeram guerra contra nós, mas foram reduzidos a buscar a paz.'' 

## Galeria
Pinturas e gravuras de uma série encomendada pelo imperador Qianlong e retratando a "Campanha Gurkha":

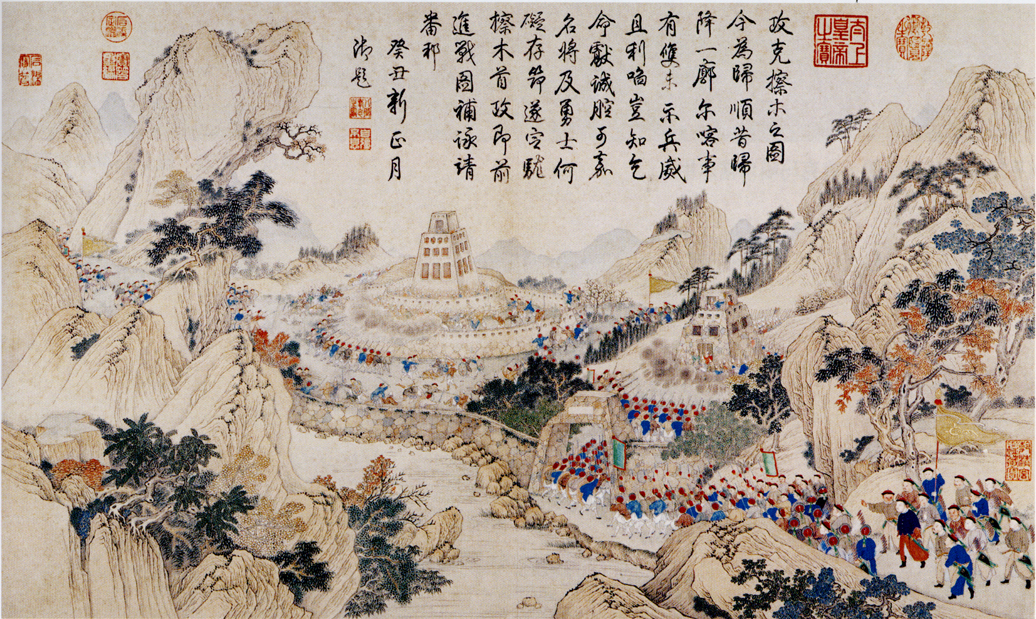
Captura de Camu (vila a sudeste de Zongga)
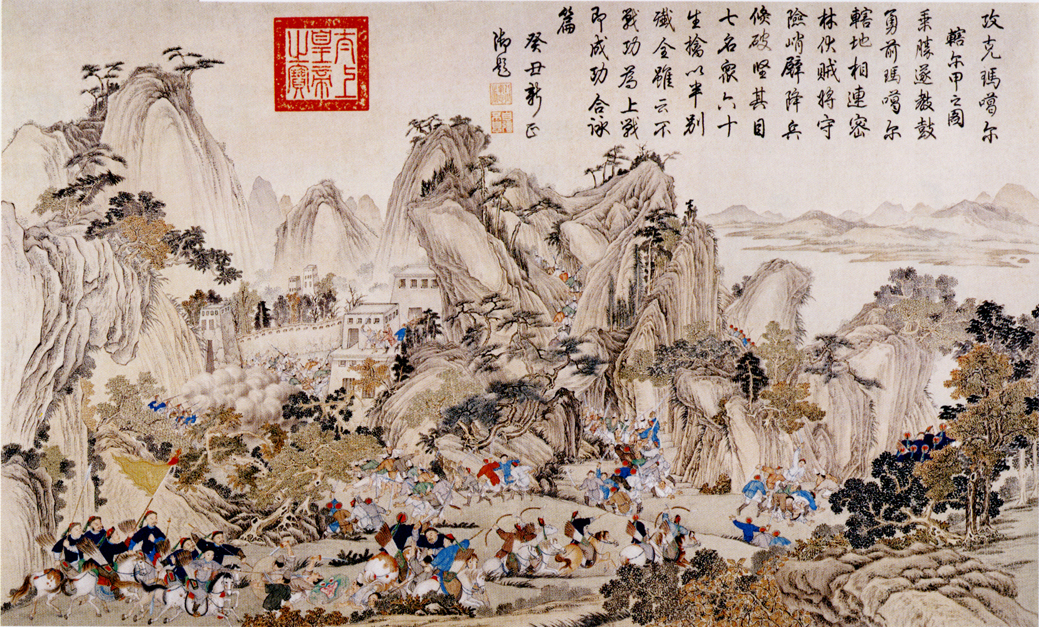
Captura de Magaer (vila a noroeste da cidade de Gyirong)
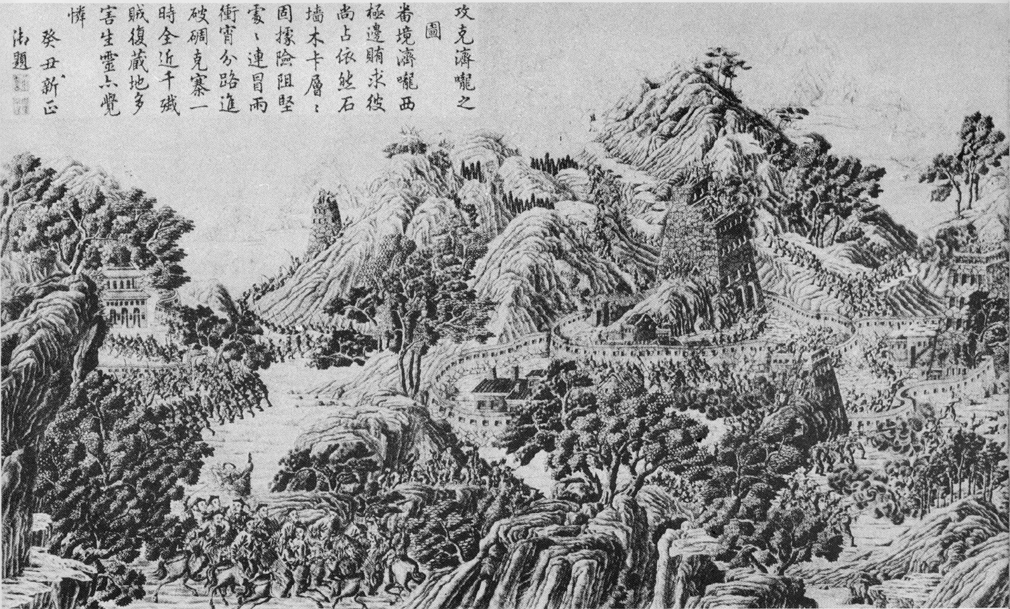
Captura de Jilong (cidade de Gyirong)
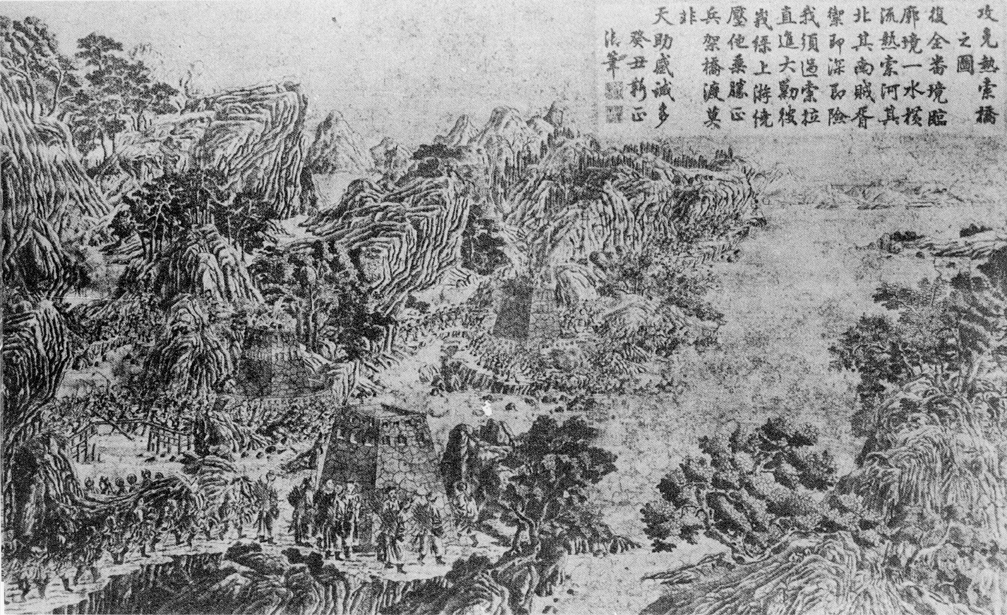
Captura de Resuoqiao (ponte Rasuwa)
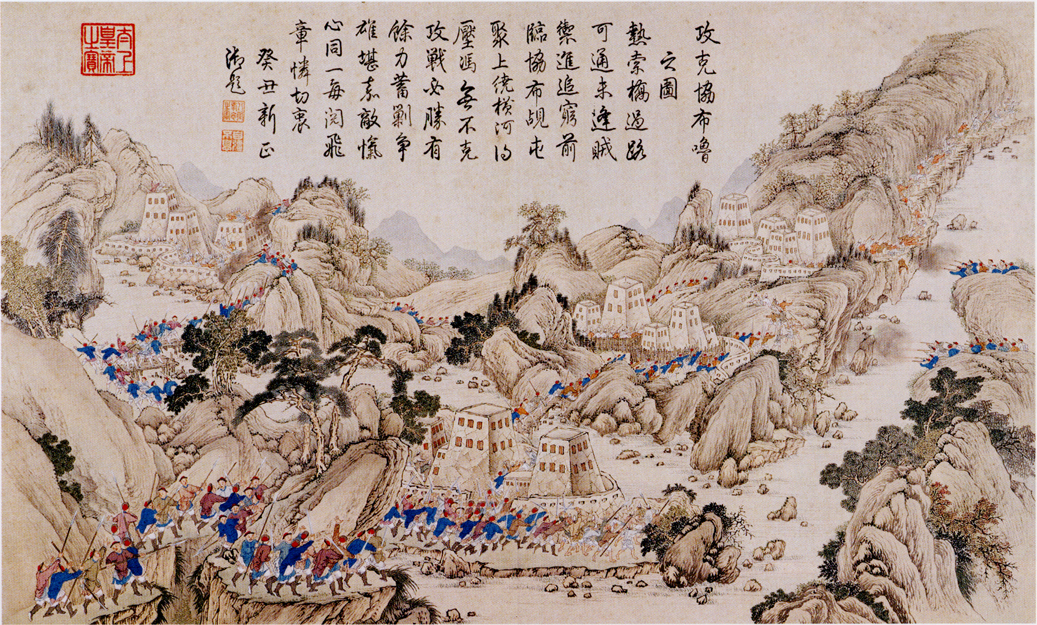
Captura de Xiebulu (Syaphru)
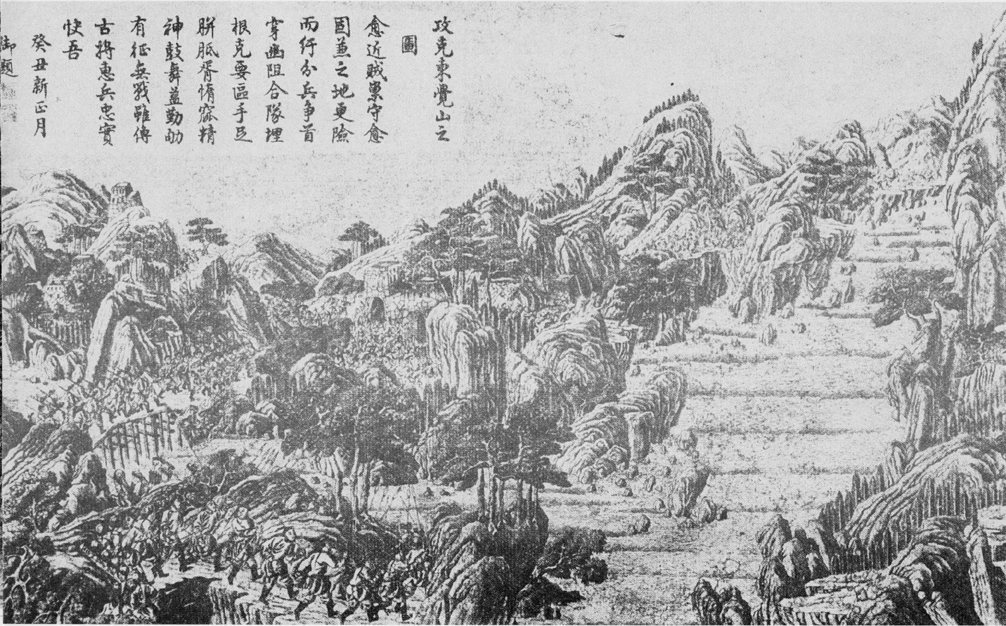
A batalha na montanha Dongjiao ( Dhunche)
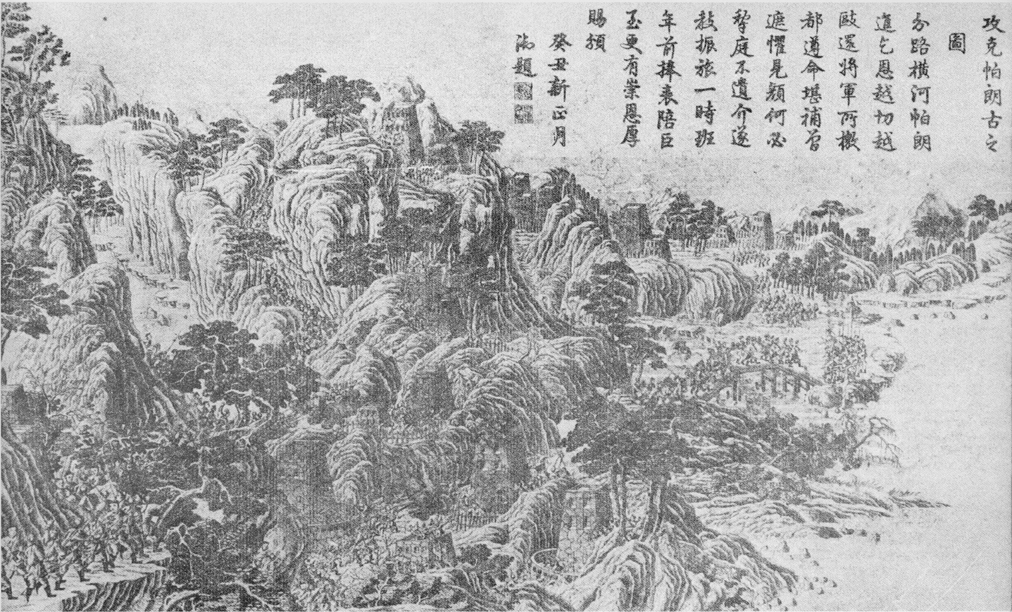
Captura de Palanggu (rio Phalangu Khola ou Falakhu, também conhecido como rio Betrawati)
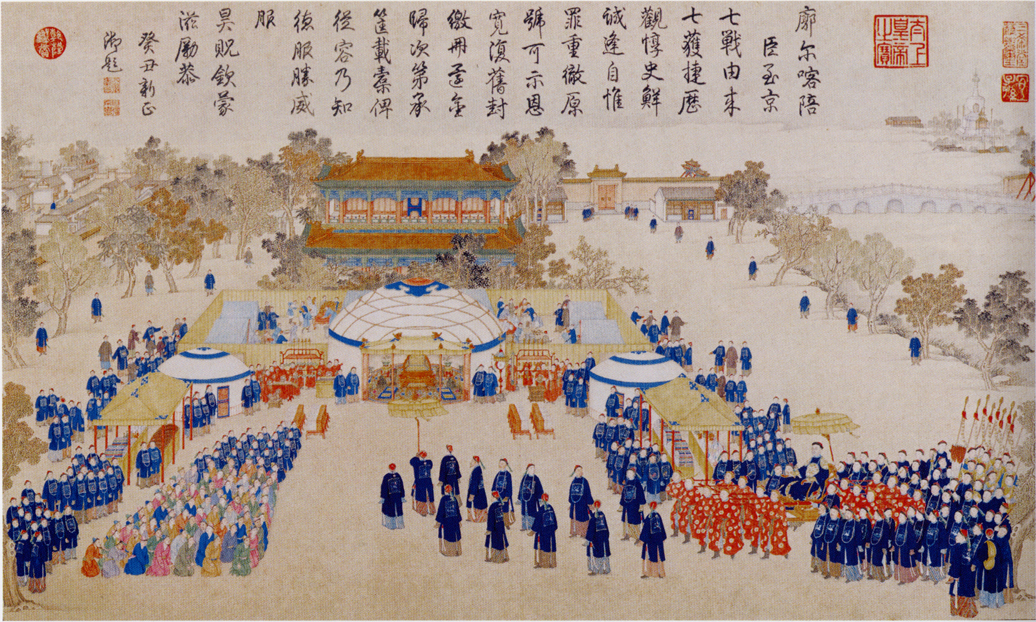
Banquete da vitória no Ziguangge (Salão do Esmalte Púrpura) em Zhongnanhai, Pequim